# Orimarga subconcinna
Orimarga subconcinna är en tvåvingeart som beskrevs av Alexander 1940. Orimarga subconcinna ingår i släktet Orimarga och familjen småharkrankar. Inga underarter finns listade i Catalogue of Life.